# Мусаиту
Мусаит (рум. Musaitu) — село в Тараклийском районе Молдавии. Относится к сёлам, не образующим коммуну.

## География
Село расположено на высоте 43 метров над уровнем моря. Недалеко от северо-восточной окраины села, по направлению с северо-запада на юго-восток протекает река Большая Салчия (правый приток реки Ялпуг).
Местность преимущественно холмистая. Часть села расположена на одном из холмов. В низменности находятся сельскохозяйственные угодья и пастбища. Селу принадлежит одно большое искусственное озеро и несколько маленьких.

## Климат
Климат засушливый, умеренно-континентальный. Лето начинается в начале мая и продолжается до конца сентября, осадки редкие, но обильные. Температура воздуха может достигать 40 °C.  Осенью и весной температура колеблется от между 16-24 °C и более частые обильные осадках. Весной достаточно ветрено.

## Население
По данным переписи населения 2004 года, в селе Мусаит проживает 1081 человек (520 мужчин, 561 женщина).
Этнический состав села:
| Национальность | Число жителей | Процентный состав |
| -------------- | ------------- | ----------------- |
| украинцы       | 760           | 70.31             |
| молдаване      | 124           | 11.47             |
| русские        | 84            | 7.77              |
| гагаузы        | 67            | 6.2               |
| болгары        | 38            | 3.52              |
| цыгане         | 2             | 0.19              |
| прочие         | 6             | 0.56              |
| Всего          | 1081          | 100 %             |

По данным второй национальной Переписи населения Молдовы 2014 года в Селе Мусаиту проживают 838 человек. Из них 398 (47.5%) мужчины и 440 (52.5%) женщины.